# Calculix
Calculix est un logiciel libre d'analyse par la méthode des éléments finis. À l'origine écrit pour GNU/Linux, il a aussi été porté sur Windows.
Calculix est utilisé par le module de calcul par éléments finis du logiciel FreeCAD.